# Diego Caccia
Diego Caccia (Ponte San Pietro, 31 luglio 1981) è un ex ciclista su strada italiano, professionista dal 2006 al 2012.

## Carriera
Dopo un breve periodo di stage nella Saeco nel 2003, passa professionista all'inizio del 2006 con il Team Barloworld, nel ruolo di passista e gregario.
Tra gli episodi più particolari nel 2008, durante la Monte Paschi Eroica, viene investito da un capriolo, cade e si procura la rottura del setto nasale in due punti. L'anno dopo conquista un terzo posto nella quarta tappa del Presidential Cycling Tour of Turkey, unitamente alla seconda posizione nella classifica scalatori e in quella della combattività. In Italia, oltre a correre al Giro d'Italia 2009, ottiene diversi piazzamenti tra cui un nono posto nella Coppa Agostoni e un decimo nella Coppa Bernocchi. Alla Monte Paschi Strade Bianche è infine protagonista di una fuga di 180 km. Tra gli altri piazzamenti, è sesto ai campionati italiani a cronometro 2008 e settimo nel 2009.
Al termine della stagione 2009, in seguito allo scioglimento della Barloworld, passa al team ISD-Neri diretto da Angelo Citracca. Nel 2010 si mette in evidenza alla Tirreno-Adriatico, piazzandosi al secondo posto della classifica scalatori, e alla Milano-Sanremo, con una fuga di oltre 200 km; in luglio con il team vince la cronometro a squadre del Brixia Tour, mentre nel finale di stagione è in fuga per 200 km anche al Giro di Lombardia. Nel 2010 e nel 2011 aiuta infine anche il proprio capitano Giovanni Visconti a vincere il titolo di campione italiano su strada.
Dopo aver concluso la carriera sportiva, al termine della stagione 2012, collabora e scrive prove tecniche per la rivista mensile Ciclismo oltre ad essere impiegato sempre nell'ambiente del ciclismo. È consigliere e membro del direttivo ACCPI (Associazione Corridori Ciclisti Professionisti Italiani).

## Palmarès
- 2004 (Bottoli-Artoni-Zoccorinese)

Giro delle Valli Aretine

### Altri successi
- 2010 (ISD-Neri)

1ª tappa Brixia Tour (Palazzolo sull'Oglio, cronosquadre)

## Piazzamenti

### Grandi Giri
- Giro d'Italia

2009: 122º

### Classiche monumento
- Milano-Sanremo

2007: 132º
2009: 117º
2010: 150º
2011: ritirato
2012: 143º
- Giro di Lombardia

2006: 97º
2007: ritirato
2008: ritirato
2010: ritirato
2011: ritirato